# Fokker D III
Die Fokker D III (Werksbezeichnung M 19) war ein deutsches Jagdflugzeug des Ersten Weltkriegs. Neben der Fliegertruppe des Kaiserreiches verwendeten auch die k.u.k. Luftfahrtruppen Österreich-Ungarns das Flugzeug unter der Bezeichnung D I in geringer Stückzahl.

## Entwicklung

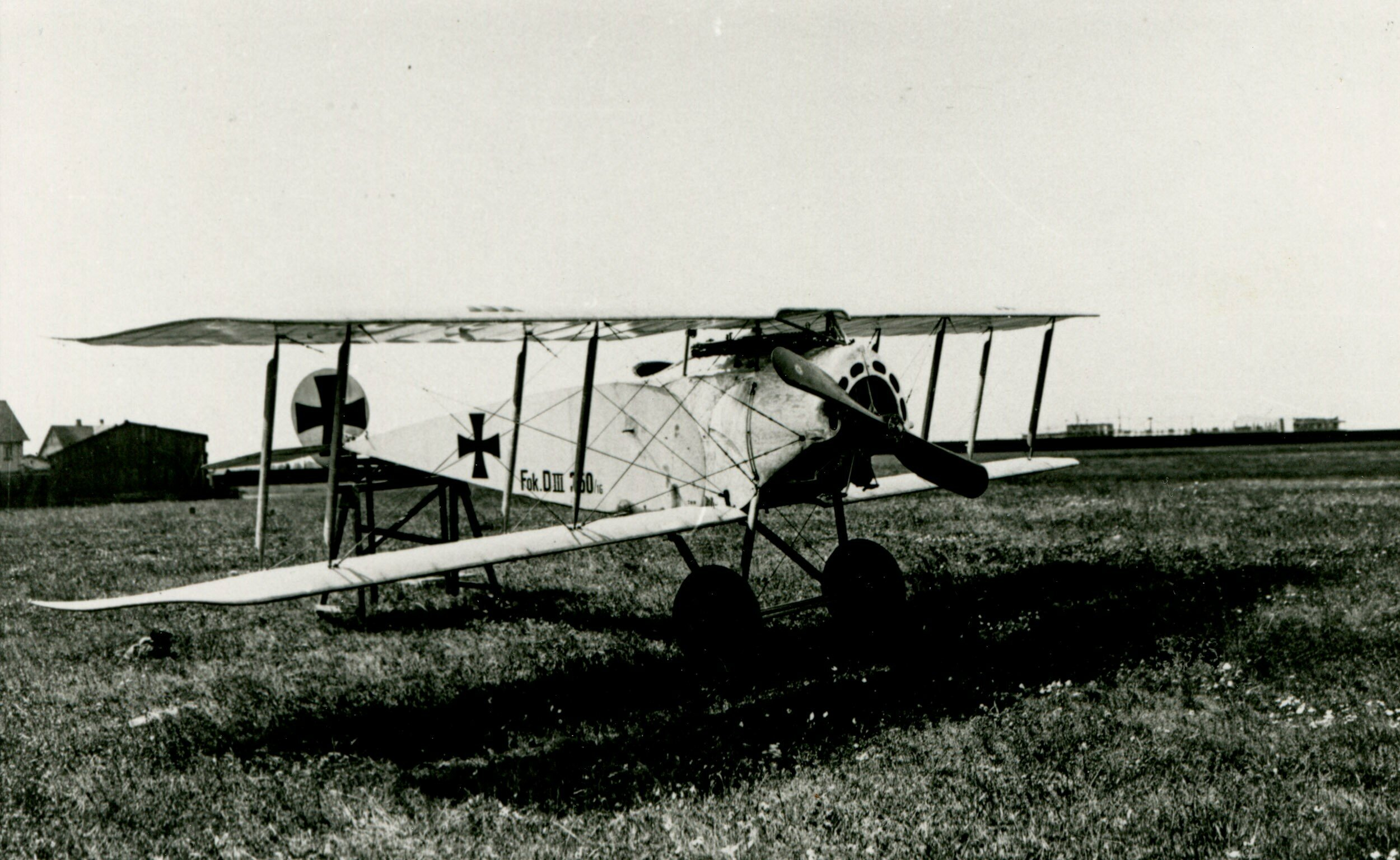
Der Prototyp der D III (Wnr. 700) mit zusätzlicher Verstrebung über dem Motor

Die D III war die stärker motorisierte und bewaffnete Weiterentwicklung der D II. Fokker-Chefkonstrukteur Martin Kreutzer konstruierte sie im März/April 1916. Der Prototyp mit der Nummer 350/16 war mit einer bei der Serie nicht mehr angebrachten zusätzlichen V-Verstrebung des Baldachins über der Motorhaube versehen und wurde am 26. Juni abgenommen. Im selben Monat wurde die erste Bestellung über 30 Stück aufgegeben. Der Prototyp wurde am 20. Juli übergeben und anschließend bei der Deutschen Versuchsanstalt für Luftfahrt in Berlin-Adlershof erprobt. Im Monat darauf liefen die ersten Exemplare der Truppe zu. Zwischen Juni und November 1916 wurden insgesamt 210 Fokker D III für die Fliegertruppe geordert. Etwas mehr die Hälfte davon war mit Verwindungssteuerung ausgestattet, lediglich das im November bestellte letzte Baulos mit den Nummern 2930–3029/16 wurde mit Querrudern in der oberen Tragfläche versehen. Sie wurden nur in wenigen Exemplaren an der Front eingesetzt, die meisten wurden den im Aufbau begriffenen Kampfeinsitzer-Staffeln (Kest) der Heimatverteidigung zugeteilt und dort bis Ende 1917 geflogen. Nach dem Bekanntwerden von strukturellen Schwächen wurden zudem sämtliche Fokker-Typen der Serie I bis IV nach einem Beschluss der Idflieg vom 6. Dezember 1916 aus der vordersten Linie ausgesondert. Die D III dienten im letzten Kriegsjahr angehenden Flugzeugführern zur Umgewöhnung an die mit Umlaufmotoren ausgestatteten Front-Typen Dr I und D VIII. Von April bis August 1918 wurden für diesen Zweck nachweisbar zehn Flugzeuge genutzt. Fokker nutzte im Mai/Juni 1917 ein Exemplar für Versuche mit dem neu erschienenen 120-PS-Neunzylindermotor Oberursel Ur II.
Am 26. August 1916 wurde der Ungarischen allgemeinen Maschinenfabrik in Budapest-Mátyásföld ein Auftrag zur Lizenzfertigung der D III erteilt. Dazu lieferten die Fokker-Werke am 2. Oktober eine Rumpfzelle, die als Vorlage diente. Es wurden allerdings ab Februar 1917 lediglich acht Flugzeuge mit den Seriennummern 04.41–04.48 produziert, deren Abnahme sich durch einige geforderte Änderungen sowie die mangelnde Verfügbarkeit des Oberursel-Motors bis zum Oktober des Jahres hinzog. Schwierigkeiten bei der Triebwerkswartung beeinträchtigten nachfolgend den Betrieb und wahrscheinlich kamen die Flugzeuge deshalb erst gar nicht zum Einsatz, sondern wurden schlussendlich bei der Fliegerersatzkompanie 6 (Flek) in Wiener Neustadt eingelagert.
Aus den Beständen der kaiserlichen Fliegertruppe erhielten die Niederlande im August 1917 zehn D III, die zuvor bei Fokker in Schwerin grundüberholt und mit neuen Tragflächen samt Querrudern wurden. Sie erhielten die Nummern F 200 bis F 209.

## Konstruktion
Die Fokker D III ähnelt im Aufbau weitgehend der Vorgängerin D II, besitzt aber einen leicht geänderten Rumpf mit teilweise sechseckigem Querschnitt. Sie ist ein zweistieliger, verspannter Doppeldecker in Gemischtbauweise und mit Draht ausgekreuztem Rumpf-Stahlrohrgerüst, das zum Heck in einer senkrechten Schneide ausläuft. Es ist im Bereich des Triebwerks mit Blech beplankt und ansonsten mit Stoff bespannt. Über dem Motor sind zwei durch den Luftschraubenkreis feuernde und synchronisierte 7,92-mm-Maschinengewehre installiert. Das Tragwerk besteht aus stoffbespannten Holzgerüsten mit Verwindungssteuerung oder Querrudern. Die Tragflächen sind durch I-Stiele miteinander verbunden und mit Stahldrähten ausgekreuzt. Der obere Mittelteil ist als Baldachin aus Stahlrohren mit stromlinienförmiger Holzverkleidung ausgebildet. Das Leitwerk ist ein freitragendes, stoffbespanntes Stahlrohrskelett. Das Seitenruder befindet sich am Ende des Hecks und ist in eine aus Stahlrohrstreben bestehende Konstruktion, die gleichzeitig den Schleifsporn trägt, integriert. Das Hauptfahrwerk besteht aus zwei Rädern auf einer durchgehenden Achse sowie mit Draht ausgekreuzten Stahlrohr-V-Streben und Gummiseilfederung. Der gummigefederte Hecksporn besteht aus Holz.

## Technische Daten
| Kenngröße                       | Daten (D III)                                                                             | Daten (D I (MAG))                                                                |
| ------------------------------- | ----------------------------------------------------------------------------------------- | -------------------------------------------------------------------------------- |
| Besatzung                       | 1                                                                                         | 1                                                                                |
| Spannweite                      | 9,05 m                                                                                    | 9,60 m                                                                           |
| Länge                           | 6,30 m                                                                                    | 6,35 m                                                                           |
| Höhe                            | 2,30 m                                                                                    | 2,40 m                                                                           |
| Flügelfläche                    | 20,0 m²                                                                                   | 21,4 m²                                                                          |
| Flügelstreckung                 | 4,095                                                                                     | 4,307                                                                            |
| Leermasse                       | 452 kg                                                                                    | 480 kg                                                                           |
| Startmasse                      | 710 kg                                                                                    | 687 kg                                                                           |
| Antrieb                         | ein luftgekühlter 14-Zylinder-Umlaufmotor mit starrer Zweiblatt-Holzluftschraube          | ein luftgekühlter 14-Zylinder-Umlaufmotor mit starrer Zweiblatt-Holzluftschraube |
| Typ                             | Oberursel U III                                                                           | Oberursel U III                                                                  |
| Nennleistung effektive Leistung | 160 PS (118 kW) bei 1200/min 155 PS (114 kW) am Boden                                     | 160 PS (118 kW) bei 1200/min 155 PS (114 kW) am Boden                            |
| Kraftstoffvorrat                | 114 l                                                                                     | 114 l                                                                            |
| Höchstgeschwindigkeit           | 160 km/h                                                                                  | 153 km/h                                                                         |
| Marschgeschwindigkeit           | 140 km/h                                                                                  |                                                                                  |
| Steigzeit                       | 3 min auf 1000 m Höhe 7 min auf 2000 m Höhe 12 min auf 3000 m Höhe 20 min auf 4000 m Höhe | 2,7 min auf 1000 m Höhe 7,25 min auf 2000 m Höhe 16,5 min auf 3000 m Höhe        |
| Gipfelhöhe                      | 4700 m                                                                                    |                                                                                  |
| Reichweite                      | 220 km                                                                                    |                                                                                  |
| Flugdauer                       | 1,5 h                                                                                     | 1,5 h                                                                            |
| Bewaffnung                      | zwei starre 7,92-mm-Spandau-MG                                                            | zwei starre 7,92-mm-Spandau-MG                                                   |